# Moritz Brosch
Moritz Brosch (* 7. April 1829 in Prag; † 13. Juli 1907 in Venedig) war ein österreichischer Neuzeithistoriker und Journalist.

## Leben
Brosch studierte Geschichte, Archäologie und Jura in Prag und Wien und promovierte zum Dr. jur. Danach war er Journalist und politischer Redakteur der in Wien erscheinenden Zeitschrift Der Wanderer. Er zog sich 1873  aus dem damit verbundenen politischen Streit zurück und zog 1873 nach Venedig, wo er sich der Geschichtsschreibung widmete und bis zum Lebensende blieb.
Er befasste sich mit englischer Geschichte des 16., 17. und 18. Jahrhunderts (u. a. Lord Bolingbroke und Oliver Cromwell), Geschichte des Kirchenstaates und von Papst Julius II. und dem Osmanischen Reich. Er setzte die Bände über England in der Reihe Geschichte der europäischen Staaten im Verlag Friedrich Andreas Perthes in Gotha fort, nachdem die ersten Bände von Johann Martin Lappenberg und Reinhold Pauli verfasst wurden.

## Schriften (Auswahl)
- Papst Julius II. und die Gründung des Kirchenstaates, Friedrich Andreas Perthes, Gotha 1878
- Geschichte des Kirchenstaates (=  Arnold Heeren, Friedrich August Ukert, Wilhelm von Giesebrecht und Karl Lamprecht (Hrsg.) Geschichte der europäischen Staaten, 1. Abteilung, Werk 21), Friedrich Andreas Perthes, Gotha
  - 1. Band: Das 16. und 17. Jahrhundert, 1880
  - 2. Band: Die Jahre 1700 bis 1870, 1882
  - 3. Band: Register. 1882
- Lord Bolingbroke und die Whigs und Tories seiner Zeit, Ruetten & Loening, Frankfurt a. M. 1883
- Oliver Cromwell und die puritanische Revolution, Ruetten & Loening, Frankfurt a. M. 1886
- Neuere Literatur zur Geschichte Englands seit dem 16. Jahrhundert, In: Deutsche Zeitschrift für Geschichtswissenschaft, Band 1, 1889, S. 457–462; Band  3, 1890, S. 239–243, Band 6, 1891, S. 105–112
- Schuldig oder non liquet ? Zur Streitfrage über Maria Stuart, In: Deutsche Zeitschrift für Geschichtswissenschaft, Band 1, 1889, S. 49–60
- Elisabeth und Leicester, In: Deutsche Zeitschrift für Geschichtswissenschaft, Band 5, 1891, S. 121–138
- mit Johann Martin Lappenberg, Reinhold Pauli: Geschichte von England (= Geschichte der europäischen Staaten, 1. Abteilung, 9. Werk), Band 6 bis 11 (Band 11 ist Registerband), Gotha: Perthes 1890 bis 1898 (Fortsetzung von Lappenberg/Pauli)
- Geschichten aus dem Leben dreier Großwesire, Gotha: Perthes 1899
- The height of Ottoman power, in: Cambridge Modern History, Band 3, 1904